# تانیا فری
تانیا فری (انگلیسی: Tanya Frei؛ زادهٔ ۳۱ may ۱۹۷۲ (۵۲ سال)) ورزشکار کرلینگ اهل سوئیس است.
وی در مسابقات کشوری و بین‌المللی در مجموع برندهٔ ۱ مدال نقره شده‌است.